# Luis Miguel Sánchez Tostado
Luis Miguel Sánchez Tostado (Jaén, 22 de junio de 1962) es un escritor, criminólogo y guionista español. Su bibliografía abarca sesentaicinco obras entre novelas, ensayos, cuentos y guiones cinematográficos. Posee veintisiete galardones entre premios literarios y reconocimientos a su trayectoria.

## Biografía
Estudió en los colegios San Agustín y Hermanos Maristas de Jaén, bachillerato en los Institutos Jabalcuz y Virgen del Carmen de Jaén y la carrera de criminología en la Universidad Complutense de Madrid. Muy joven, aprobó las oposiciones a Instituciones Penitenciarias y en 1985 fue destinado a Algeciras donde alternó el ámbito profesional con la labor sindical, la docencia y los primeros contactos con el mundo de la criminalidad. 
A los 25 años escribió su primer libro: Tráfico y consumo de drogas en el Campo de Gibraltar (tesis de final de carrera), editado por la Universidad de Cádiz. Este estudio criminológico alcanzó gran repercusión pública y llegó hasta el Congreso de los Diputados donde algunos grupos políticos realizaron interpelaciones parlamentarias basadas en las conclusiones de esta obra que propiciaron la toma de medidas políticas y policiales en la comarca, razón por la que el autor recibió amenazas de muerte por los cárteles de la droga del estrecho de Gibraltar.
En 1992 se trasladó a Jaén, donde publicó múltiples estudios históricos, criminológicos y penitenciarios con los que abrió nuevas líneas de investigación documentando temáticas inéditas en la provincia que pocos autores se atrevieron a abordar por su dificultad y controversia. Por su labor en Instituciones Penitenciarias sufrió amenazas de la banda terrorista ETA en 1993.
De su amplia bibliografía destaca como especialidad el ensayo histórico y criminológico. Del primero sobresalen sus estudios sobre la guerra civil española, la dictadura franquista, los maquis, el exilio republicano, la masonería y la Transición española. En 2006 realizó el primer censo completo de víctimas de ambos bandos de la guerra civil y de la dictadura franquista en la provincia de Jaén, obituario que fue incluido en su obra La Guerra Civil en Jaén con más de 6.000 víctimas referenciadas. Fue uno de los fundadores del movimiento memorialista en Jaén, y en 2014 la Junta de Andalucía le concedió el Premio "Tejedores de la Memoria" en reconocimiento al compromiso con la historia y la memoria democrática del pueblo andaluz".
En el ámbito criminológico es autor de estudios como Crónicas del Crimen, Criminalidad y fases lunares, Suicidio o esperanza, Jóvenes delincuentes, Reos de muerte, Crímenes sin resolver, Cómo se resuelve un crimen, entre otros. Es autor, igualmente, de numerosos artículos y documentales periodísticos y colaborador en prensa y tertulias televisivas y radiofónicas.
En narrativa de ficción destacan sus obras Mi señorito el maqui y san Cucufato (novela satírica), Más allá de la mirada, novela de no ficción basada en un crimen real que tuvo un gran impacto social en 1898, reeditada en 2021 por la editorial Almuzara bajo el título La Cuarta Bestia, Juvencia, obra a caballo entre la novela histórica y la narrativa fantástica ganadora del Premio Editorial Círculo Rojo 2018 a la Mejor Novela Histórica y finalista en los certámenes internacionales "Ciudad de Badajoz" (2014), "Ciudad de Úbeda" (2015) y "Ciudad de Torremolinos" (2016), Tres promesas y un arrebato, ganadora del Premio Suabia de Novela Breve de Humor (2022), La maldición de Jericó, finalista del Premio Ateneo de Sevilla de Novela (2023), y Al otro lado del velo, Premio Internacional de Novela Policiaca "Francisco García Pavón" (2024).
Del género corto reseñar su antología de cuentos Doce relatos en punto y, entre los relatos más conocidos, La misiva del rey (Premio del Certamen de Relato y Cuento Villa de Baños de la Encina, 2012), El oso de gominola (Premio Entre Libros,2013), El desenlace (3º premio del Certamen Internacional de Relatos A Farixa, 2014), Proselitismo íntimo (Premio del Certamen Literario Dulcinea de Narrativa, Zaragoza,2014), El tema dieciséis (finalista del XV Certamen Literario Internacional Villa de Montanchez, Cáceres, 2015), A las cinco de todas las tardes (galardonado en el Certamen Internacional de Relato Corto Rincón de la Victoria, 2019), Aquel cielo carmesí (primer premio en el Concurso de Relatos Cortos "Juan Martín Sauras" de Andorra, 2022) o Te lo dije (Premio Internacional de Cuentos Max Aub, 2025).
Algunas de sus obras han sido adaptadas al cine como su relato El Desenlace, cortometraje dirigido en 2022 por Luisje Moyano e interpretado por Agnes Kiraly, Garazy Beloki, Raúl Tirado, Cecilia Voter, Ana Galán, Ana Ifigenia, Óscar Cabrera y León García. Ese mismo año se rodó el cortometraje Pestiños, basado en su relato Proselitismo íntimo, también dirigido por Luisje Moyano e interpretado por Pedro Jiménez, Ana Galán, Manuela Torrijos, Ana Ifigenia y León García. En la actualidad se está adaptado al cine su novela La cuarta bestia en formato largometraje dirigida por Luisje Moyano y protagonizada, entre otros, por Arantxa del Sol, Manuel Salas, Mario de la Rosa, Cristina Mediero, Armando del Río, Rosa Álvarez, Rafael Castillo, Antonio Lence y José Varela.
Fue nombrado pregonero de la XXXI Feria del Libro de Jaén a instancias de la Delegación Provincial de Cultura (2016), de las fiestas del barrio de El Arrabalejo, Jaén (2016) y del barrio de La Unión, Jaén (2019).
Una de sus facetas más conocidas es su labor humanitaria, pues los fondos conseguidos con varias de sus obras fueron donados a organizaciones no gubernamentales con fines solidarios como Save The Children, Asociación de Daño Cerebral Adquirido (Adacea), Asociación de Ayuda al Pueblo Saharaui, Asociación de Trastorno Bipolar, Asociación BioFoto en defensa de la naturaleza, también en Universidades, Bibliotecas públicas, Institutos de Enseñanza, etc.
Por su iniciativa, y con su texto, el ayuntamiento de Jaén instaló en 2015 una placa conmemorativa en el lugar donde se celebró la famosa entrevista entre Cristóbal Colón y la reina Isabel la Católica en 1489, de gran relevancia para la futura financiación del descubrimiento de América. Puede verse en la actualidad en la esquina de las calles Campanas y Cerón de Jaén.

## Obra

### Ensayo histórico y divulgativo
- Tráfico y consumo de drogas en el Campo de Gibraltar (Universidad de Cádiz), 1990.
- Historia de las prisiones en la provincia de Jaén (500 años de confinamientos, presidios cárceles y mazmorras). Prólogo de Juan Eslava Galán, 1997.
- Los maquis en Sierra Mágina. Prólogo de Baltasar Garzón Real, 1998.[2]
- La Guerra no acabó en el 39 (lucha guerrillera y resistencia republicana en la provincia de Jaén. 1939-1952). Prólogo de Cándido Méndez, 2001.[2]
- Crónicas del crimen, 2002.[2][18]
- Vivir para contarlo (el drama de la lucha guerrillera en Sierra Morena), 2004.[2]
- La fosa del Tamaral (investigación y exhumación tras 58 años de silencio), 2004.
- Víctimas, Jaén en guerra. Prólogo de Paul Preston, 2005.[5]
- La Guerra Civil en Jaén (historia de un horror inolvidable). Prólogo de Paul Preston, 2006.
- Los Jubiles (aportaciones documentales inéditas de la guerrilla antifranquista en Bujalance), 2008.
- Cencerro, un guerrillero legendario. Prólogo de Juan Barranco Gallardo, 2010.,
- República y franquismo en Bailén, 2010.
- Jaén en el exilio republicano (el final de la guerra y el drama de los transterrados), 2011.[19][20]
- Rojos y Fascistas (república, guerra civil y primer franquismo en Baños de la Encina), 2013.
- Cronovisor (El proyecto secreto del Vaticano para viajar en el tiempo), 2017.[21]
- Morir por un ideal (La fascinante historia de la familia Castillo García-Negrete), 2018.[22]
- El enigma del Cronovisor, 2020.[23]
- La Transición oculta (Ni modélica ni pacífica), 2021.[24]
- La historia desconocida de Jesús de Nazaret, 2023.[25]
- Maquis en Andalucía, 2025.[26]

### Novela
- Mi señorito el maqui y san Cucufato, 2002.[27]
- Más allá de la mirada, 2011.
- Juvencia (La maldición de la eterna juventud), 2017. [28]
- La Cuarta Bestia, 2021.[29]
- El insólito viaje de Brenda Lauper, 2022.[30]
- Tres promesas y un arrebato, 2022.[31]
- La maldición de Jericó, 2024.[32]
- Al otro lado del velo, 2024.

### Cuentos
- Ojos de luciérnaga, 2011. [33]
- La misiva del rey, 2012.[34]
- El oso de gominola, 2013.[35]
- El pétalo de Muley, 2013.[36]
- Ni miento ni me arrepiento, 2013.[37]
- El desenlace, 2014.[38]
- Proselitismo íntimo, 2014.[39]
- A través de los cristales, 2014.[40]
- Dicen de Valeria, 2014.[41]
- Rentabilidad inmediata, 2014.[42]
- El refugio, 2014.[43]
- El tema dieciséis, 2015.[44]
- Te pondrás bien, 2017.[45]
- Un domingo vencido mayo, 2018.[46]
- A las cinco de todas las tardes, 2019.[47]
- Aquel cielo carmesí, 2022.[48]
- Te lo dije, 2025.[49]

### Antologías
- Doce relatos en punto, 2014.[50]
- Crónicas del Crimen. Colección de 30 reportajes periodísticos semanales sobre los crímenes de mayor impacto social, en Diario Jaén, 2000-2001.

### Infantil
- El gnomo Tornasueños, 2020.[51]

### Memorias
- Hablando en plata (anecdotario y confesiones de una trayectoria), 2015. [52]

### Guiones cinematográficos
- Pestiños (cortometraje), 2022.[53]
- La cuarta bestia (serie cinematográfica de seis capítulos, en coautoría con Luisje Moyano), 2022.[54]
- Cronovisor. La película (largometraje), 2022.[55]
- La maldición de Jericó (largometraje), 2023.[56]
- Las promesas de Batallo (largometraje), 2023.[57]
- La vida a partir de entonces (cortometraje), 2023.[58]
- Los años de la crisálida  (largometraje), 2024. [59]
- La cuarta bestia (largometraje), 2025. [60]

### En coautoría
- Jaén entre dos siglos 1875-1931, 2000.
- Resumen de proyectos de investigación (Los maquis en la provincia de Jaén. Aspectos socio-criminológico de la Resistencia). 2002.
- El movimiento guerrillero de los años cuarenta. 2003.
- La mujer en la historia de Jaén, 2009.
- Los secretos de la masonería en Jaén (doscientos años de implantación y persecución de la Orden Secreta), 2013.[61]
- Iguales (Autores de Jaén con los refugiados y la infancia). Coordinador. Relatos y poemas. Varios autores. Prólogo de Baltasar Garzón, 2018.[62]
- Jaén 1936-1939: Capital Andaluza de la República de las Letras, 2021.[63]
- Maquis, la resistencia armada, 2023. [64]

### Prólogos
- Para el libro El secreto de la calle del Oro de Andrés Cárdenas Muñoz, 2010.

### Adaptaciones al cine
- El Desenlace (cortometraje), 2022
- Pestiños (cortometraje), 2023
- La Cuarta Bestia (largometraje), 2024.

## Premios
- Premio de Investigación Histórica de Albanchez de Mágina (1998), por Los maquis en Sierra Mágina.
- Premio Rafael Ortega Sagrista de Investigación Histórica (1999), por La guerra no acabó en el 39.
- Premio Rafael Ortega Sagrista de Investigación Histórica (2004), por Víctimas, Jaén en guerra (1936.1950).[5]
- Premio de Investigación Histórica “Los Jubiles” (2007), por Los Jubiles, aportaciones documentales inéditas de la resistencia antifranquista de Bujalance.[65]
- Premio de Investigación Histórica Jesús de Haro Malpesa (2009) por República y franquismo en Bailén: Lucha de clases, guerra civil y dictadura (1931-1945)".[66]
- Premio de Relato y Cuento Villa de Baños de la Encina (2012) por La misiva del rey. [67]
- Premio de Relato Entre Libros (2013) por El oso de gominola. [68]
- Reconocimiento "Tejedores de la Memoria" de la Junta de Andalucía (2013) por "su compromiso con la historia y la memoria democrática del pueblo andaluz".
- Tercer Premio del Certamen Internacional de Relato A Farixa, Ourense (2014) por El desenlace.
- Premio Certamen Literario Dulcinea de narrativa, Zaragoza (2014) por Proselitismo íntimo.
- Finalista del XVIII Premio Internacional de Novela Ciudad de Badajoz (2014) por Juvencia, la maldición de la eterna juventud.
- Finalista del XV Certamen Literario Internacional Villa de Montachez, Cáceres (2015) por El tema dieciséis.
- Finalista del IV Certamen Internacional de Novela Histórica Ciudad de Úbeda (2015) por Juvencia, la maldición de la eterna juventud.
- Finalista del I Certamen Internacional de Novela Ciudad de Torremolinos (2016) por Juvencia, la maldición de la eterna juventud.
- Premio  Certamen de Relatos y Cuentos Con Alma, Granada (2017) por Te pondrás bien.[69]
- Premio Argentaria por su trayectoria investigadora y literaria (2018).[70]
- Premio Nacional Editorial Círculo Rojo a la Mejor Novela Histórica (2018) por Juvencia, la maldición de la eterna juventud. [71]
- Premio Certamen Internacional de Relato Corto Rincón de la Victoria (2019), por A las cinco de todas las tardes. [72]
- Premio Jaén de Investigación Histórica (2020) por Morir por un ideal.[73]
- Premio de Relato Corto "Juan Martín Sauras", Andorra (2022) por Aquel cielo carmesí.[74]
- Finalista del XXVI Premio de Novela Corta "Salvador García Aguilar", Rojales, Valencia (2022), por Tres promesas y un arrebato. [75]
- Premio Internacional Suabia de Novela Corta de Humor, Burgos (2022), por Tres promesas y un arrebato.[76]
- Finalista Premio de Novela Ateneo de Sevilla (2023), por La maldición de Jericó.[77]
- Finalista Premio de Novela Policía Nacional (2023), por La maldición de Jericó. [78]
- Tributo a su trayectoria literaria. Ayuntamiento Castillo de Locubín (2024). [79]
- Premio de Novela Policiaca "Francisco García Pavón", por Al otro lado del velo (2024). [80]
- Premio Internacional de Cuentos "Max Aub", por Te lo dije (2025). [81]